# Muntanyeta de Besan
La Muntanyeta de Besan és una muntanya de 2.157 metres que es troba entre els municipis d'Alins i d'Esterri de Cardós, a la comarca del Pallars Sobirà.